# Coelioxys sodalis
Coelioxys sodalis är en biart som beskrevs av Cresson 1878. Coelioxys sodalis ingår i släktet kägelbin, och familjen buksamlarbin. Inga underarter finns listade i Catalogue of Life.